# 江少虞
江少虞（?—?），字虞仲，衢州常山县人，北宋末年、南宋初年官員。
生卒年皆不祥，约绍兴年間人。宋徽宗政和八年（1118年）进士。北宋末年为天台学官，曾獨力抵抗金国攻击。南宋初年升為左朝請大夫。歷官建州（今福建建瓯）、饶州（今江西波阳）、吉州（今江西吉安）知州，有政績，“治狀皆第一”。任吉州知州时，著有《事实类苑》六十三卷。